# Teoria Borna-Infelda
Teoria Borna-Infelda – nieliniowe uogólnienie elektrodynamiki Maxwella. Relatywistyczna gęstość lagranżjanu w tej teorii ma postać:
{\displaystyle {\mathcal {L}}_{BI}=-b^{2}{\sqrt {-\det \left(\eta +{\frac {F}{b}}\right)}}+b^{2},}
gdzie:
{\displaystyle \eta } – metryka czasoprzestrzeni Minkowskiego,
{\displaystyle F} – tensor Faradaya opisujący pole elektromagnetyczne w przestrzeni Minkowskiego (oba tensory są kwadratowymi macierzami),
{\displaystyle b} – parametr skali energetycznej.